# Avenida José de San Martín
La avenida José de San Martín es una importante vía urbana ubicada en el distrito de Pueblo Libre, en la ciudad de Lima, Perú. Esta avenida desempeña un papel crucial en la infraestructura vial del distrito, conectando diversas áreas residenciales, históricas y turísticas. Nombrada en honor al prócer de la independencia sudamericana, José de San Martín, esta avenida refleja la rica historia y el legado cultural de Pueblo Libre y su conexión con los movimientos independentistas del siglo XIX. Se extiende a lo largo de 13 cuadras, desde el norte hasta el centro del distrito, sirviendo como conexión de entrada y salida de los distritos vecinos de Lima y Breña.

## Recorrido
La avenida José de San Martín atraviesa el distrito de Pueblo Libre en dirección norte-sur, constituyendo una arteria principal en la red vial del distrito. Comienza en la Plaza de la Bandera, que es un óvalo que también cruza las avenidas Mariano Cornejo, Tingo María, Paso de los Andes y el jirón Víctor Pantoja Castillo.
Esta avenida, en sus primeras 5 cuadras, presenta un sentido doble, distinguiéndose por tener en su centro, un paseo denominado “Boulevard de las Patricias”, que alberga monumentos a figuras femeninas relevantes en el contexto de la independencia del Perú.
Desde la cuadra 6, esta avenida se transforma en una vía de único sentido, de sur a norte. Esto se debe a la separación a dos caminos que transforma el nacimiento de la avenida Sucre en una vía principal de dos direcciones. El Hospital Santa Rosa y el Programa Integral Nacional para el Bienestar Familiar (INABIF) se encuentran en esta ruta de separación.
En la intersección con la avenida General Manuel Vivanco, se ubican en sus proximidades los lugares de interés más destacados de Pueblo Libre, tales como la Iglesia Santa María Magdalena, la Antigua Taberna Queirolo y el Boulevard del Criollismo. Este último, además de albergar los nombres más destacados de la música criolla, es una ruta que conduce a lugares históricos como el Museo Nacional de Arqueología, Antropología e Historia del Perú y la Quinta de los Libertadores.
Al concluir la última cuadra de esta avenida, es visible la Casa Hacienda de Orbea, la residencia principal de lo que anteriormente era la antigua Hacienda de Orbea.